# 대한민국 민법 제23조
대한민국 민법 제23조는 관리인의 개임에 대한 민법총칙이 조문이다. 민법전 제1편 총칙 제2장 인 제3절 부재와 실종에 속해 있다. 

## 조문
제23조(관리인의 개임) 부재자가 재산관리인을 정한 경우에 부재자의 생사가 분명하지 아니한 때에는 법원은 재산관리인, 이해관계인 또는 검사의 청구에 의하여 재산관리인을 개임할 수 있다.

第23條(管理人의 改任) 不在者가 財産管理人을 定한 境遇에 不在者의 生死가 分明하지 아니한 때에는 法院은 財産管理人, 利害關係人 또는 檢事의 請求에 依하여 財産管理人을 改任할 수 있다.

## 해설
이 조문에서 개임이란 다른사람으로 바꾸어 임명한다는 뜻이다.개임 청구권자는 재산관리인, 이해관계인(예: 가족, 채권자 등), 또는 검사가 법원에 할 수 있다.

## 판례
- 부재자가 6.25사변 전부터 가사 일체와 재산의 관리 및 처분의 권한을 그 모인 " 갑" 에 위임하였다 가정하더라도 " 갑" 이 부재자의 실종후 법원에 신청하여 동 부재자의 재산관리인으로 선임된 경우에는 부재자의 생사가 분명하지 아니하여 민법 제23조의 규정에 의한 개임이라고 보지 못할바 아니므로 이때부터 부재자의 위임에 의한 " 갑" 의 재산관리 처분권한은 종료되었다고 봄이 상당하고, 따라서 그 후 " 갑" 의 부재자 재산처분에 있어서는 민법 제25조에 따른 권한 초과 행위 허가를 받아야 하며 그 허가를 받지 아니하고 한 부재자의 재산매각은 무효이다.[1]

- 부재자재산 관리인 선임결정이 있었던 이상 부재자가 사망한 것이 사실이라 하더라도 그 결정이 취소되지 않는한 관리인의 권한이 당연히 소멸되는 것은 아니다.[2]

## 참고 문헌
- 오현수, 일본민법, 진원사, 2014. ISBN 978-89-6346-345-2
- 오세경, 대법전, 법전출판사, 2014 ISBN 978-89-262-1027-7
- 이준현, LOGOS 민법 조문판례집, 미래가치, 2015. ISBN 979-1-155-02086-9

## 같이 보기
- 부재자
- 이해관계인
- 재산관리인
- 대한민국 민법 제118조
- 대한민국 민법 제26조

1. ↑  대법원 1977. 3. 22. 선고 76다1437 판결
2. ↑  대법원 1967. 2. 21. 선고 66다2352 판결 [소유권이전등기말소] [집15(1)민,130]